# Ils voulaient voir Paris
Pour plus de détails, voir Fiche technique et Distribution.

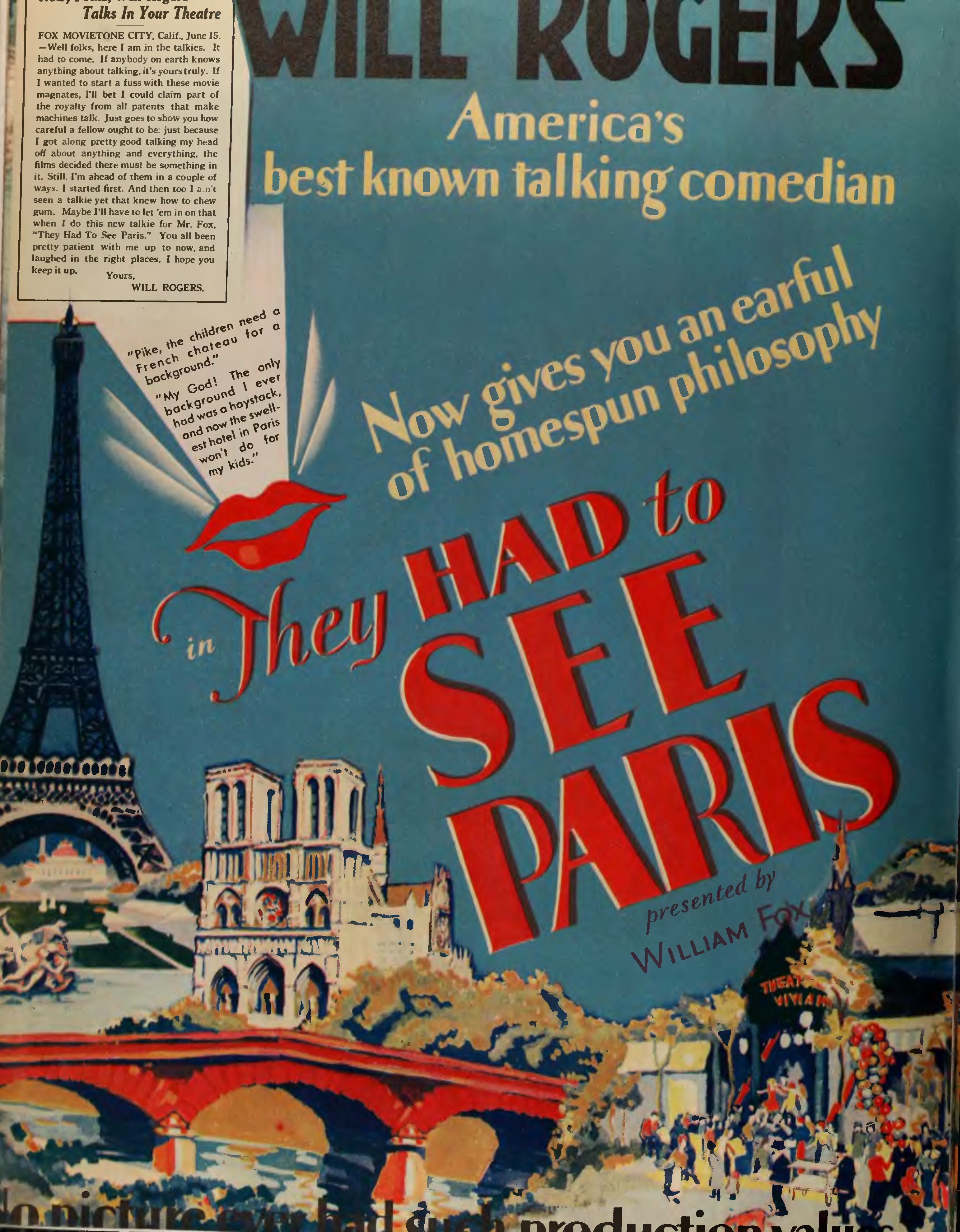
Annonce pour le film dans le magazine The Film Daily.

Ils voulaient voir Paris (They Had to See Paris) est un film américain réalisé par Frank Borzage, sorti en 1929.

## Synopsis
Dans l’Oklahoma, un modeste garagiste, Pike Peters, fait fortune en découvrant un gisement de pétrole. Paris représentant pour sa femme Idy le haut lieu de la culture et des bonnes manières, il accepte à contrecœur d'y séjourner, avec Idy et leurs deux enfants Ross et Opal. Ils y rencontrent le « grand monde » mais leurs nouveaux « amis » ne sont pas tous désintéressés, et Pike aura bien des difficultés à en faire prendre conscience sa famille.

## Fiche technique
- Titre original : They Had to See Paris
- Titre français : Ils voulaient voir Paris
- Réalisation : Frank Borzage
- Scénario : Sonya Levien, d’après le roman éponyme de Homer Croy
- Musique : George Lipschultz
- Photographie : Chester Lyons, Al Brick
- Son : George P. Costello
- Montage : Margaret V. Clancey
- Décors : Harry Oliver
- Costumes : Sophie Wachner
- Producteur exécutif : William Fox
- Société de production : Fox Film Corporation
- Société de distribution : Fox Film Corporation
- Pays de production :  États-Unis
- Langue : anglais
- Format : Noir et blanc - Mono - 35 mm
- Genre : Comédie
- Durée : 93 minutes
- Date de sortie :
  - États-Unis : 8 septembre 1929

## Distribution
- Will Rogers : Pike Peters
- Irene Rich : Mme Idy Peters
- Owen Davis Jr : Ross Peters
- Marguerite Churchill : Opal Peters
- Fifi D'Orsay : Fifi
- Rex Bell : Clark McCurdy
- Robert P. Kerr : Tupper
- Ivan Lebedeff : le marquis de Brissac
- Edgar Kennedy : Ed Eggers
- Christiane Yves : Fleurie
- Marcelle Corday : la marquise de Brissac
- Theodore Lodi : le Grand Duc Mikhail
- Marcia Manon : Miss Mason
- André Cheron : Valet
- Gregory Gaye : le prince Ordinsky

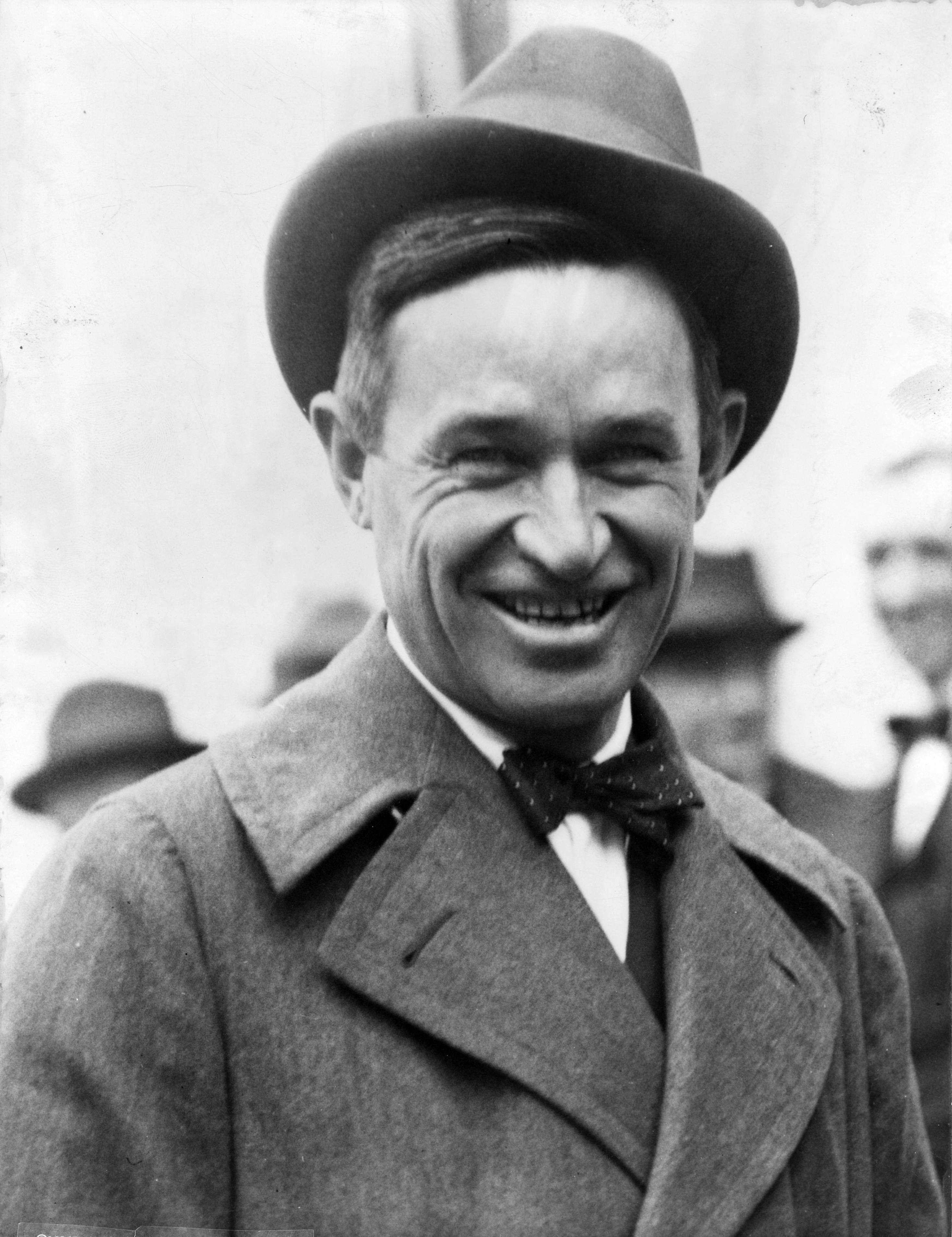
Will Rogers.
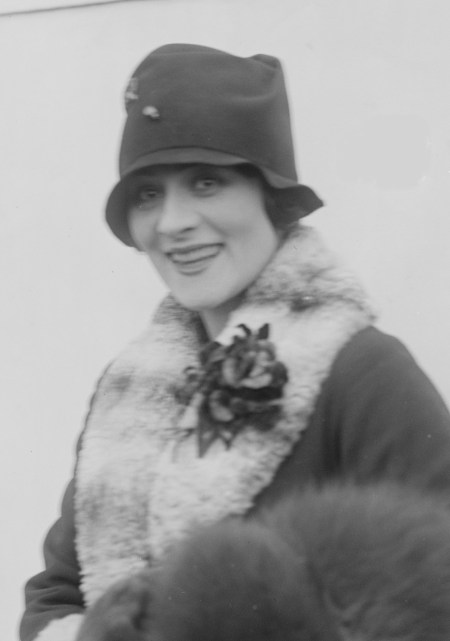
Irene Rich.
- Le film.